# Trichoniscoides scabrous
Trichoniscoides scabrous là một loài chân đều trong họ Trichoniscidae. Loài này được Collinge miêu tả khoa học năm 1917.